# Tofana di Dentro
Tofana di Dentro (německy Innere Tofana, také Tofana di Fuori, Hintere/Äußere Tofana, Tofana de Inze nebo Tofana III) je hora o nadmořské výšce 3238 m v Dolomitech v italské provincii Belluno. Po Tofana di Mezzo tvoří druhý nejvyšší vrchol trojvrší Tofana nalézajícího se západně od města Cortina d'Ampezzo.

## Poloha a okolí
Tofana di Dentro je nejsevernější ze tří vrcholů Tofany a nazývá se také Tofana III. "Schovává" se za Tofanou di Mezzo, vzdálenou dobrých 600 metrů na jih, se kterou je spojena hřebenem. Mezi oběma vrcholy leží sedlo Forcella Tofana (3084 m). Na severovýchodě hřeben pokračuje na Cima Formenton (2830 m) s Bivacco Baracca degli Alpini. Směrem na východ se terén prudce snižuje a tvoří přes 500 m vysoké východní svahy Tofane.

## Alpinismus

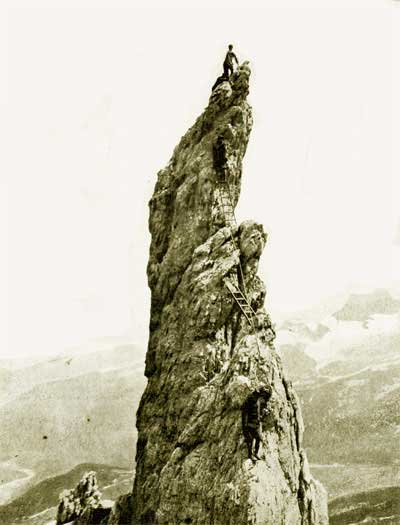
žebříky vedoucí na skalní jehlu Dito di Dio pod Tofanou III v průběhu horské války.

Tofana di Dentro poprvé zdolal Paul Grohmann s místním horským vůdcem Angelem Dimaiem 27. srpna 1865, čímž dokončil své prvovýstupy na Tofane, poté co o dva roky dříve vystoupil na Tofana di Mezzo a v roce 1864 na Tofana di Rozes. Oba zvolili výstup do sedla Forcella Tofana, který dnes již není běžný. 
Během první světové války zuřily v okolí hory i v okolí urputné boje. Tofana di Dentro i Tofana di mezzo byly v průběhu první dolomitské ofenzívy obsazeny italskými horskými myslivci.

## Výstupy
Vrchol, který se často prezentuje firnovou hranou, se dnes obvykle zdolává v kombinaci s o šest metrů vyšší Tofanou di Mezzo. Pro výstup existují v zásadě tři možnosti.
- Z Rifugio Cima Tofana u horní stanice lanovky Freccia nel cielo vede středně obtížná Via ferrata Lamon (obtížnost B) přes hřeben na Tofana di Dentro za jednu hodinu.
- Poněkud náročnější výstup lze uskutečnit via ferrata Formenton (také B) na severovýchodním hřebeni. Doporučeným výchozím bodem je Rifugio Ra Valles (2470 m) u prostřední stanice lanovky. Tato trasa je také oblíbená pro sestupy a vyžaduje opatrnost na firnu a sněhových polích.
- Normální výstup na Tofana di Mezzo začíná u Rifugio Giussani (2580 m) a vede bez obtíží na Forcella Tofana. Další cesta na Tofana di Dentro vede po ferratě Lamon.